# Hungry Bentley
Hungry Bentley est une paroisse civile et un village médiéval déserté du Derbyshire, en Angleterre.